# 小田原之戰
小田原之戰是日本戰國時代1590年（天正18年）豐臣秀吉與北條家之間的戰爭。戰爭起因於北條家家臣猪俣邦憲違反秀吉頒發的惣無事令，攻擊真田家的名胡桃城。豐臣軍一方面去包圍小田原城，一方面則攻擊北條家的領地，最後北條氏政、北條氏直父子開城投降，後北條家滅亡。

## 起因
甲相同盟破裂後，武田勝賴與常陸國的佐竹家和在關東地區反抗北條家侵略的諸勢力結盟共同對抗北條家，而北條家則與織田信長和睦。在1582年（天正10年）織田與德川聯軍進攻甲州，北條家亦參戰，武田家遂遭滅亡。北條家幫助織田家滅了武田家並向信長要求賞賜，信長拒絕北條家的要求，因此北條家對此大為不滿。
同年，信長在京都本能寺被叛臣明智光秀發動謀反叛亂，迫使信長縱火焚寺、自盡而亡（史稱本能寺之變）。在得知信長逝世後，北條家立刻率軍攻入信長在上野和信濃的領地，在神流川之戰中擊敗瀧川一益，但在天正壬午之亂與德川軍對峙並達成和議。德川家佔領信濃和甲府地區，而北條家佔領上野地區；北條家的當家北條氏直迎娶德川家康之女督姬，兩家達成同盟，北條家因此有餘力對抗關東各勢力、繼續在關東擴張領地。
北條家而後與真田家發生領土糾紛，豐臣秀吉介入仲裁，將沼田城附近有爭議的土地給與北條家，但要求氏政和氏直父子上洛。北條家雖不願意，但還是派了北條氏規（北條氏康的五男）上洛接受和解，但北條與真田雙方對此調解結果都不甚滿意並要求秀吉再次仲裁。
1589年（天正17年）2月，小田原評定決議，由評定眾板部岡江雪齋上洛，請豐臣秀吉調解北條與真田的沼田領地問題，秀吉調解雙方領地問題時再次命令氏政和氏直父子上洛，但北條父子拒絕。與此同時，北條家沼田城的城代猪俣範直攻入真田家的名胡桃城，此舉違反了惣無事令。秀吉要求北條家說明，北條家不但無視秀吉的命令，北條氏邦同時間還侵略宇都宮家的領地。同年，豐臣秀吉對北條家宣戰，並要求全國各大名都必須派兵協助。

## 戰前準備

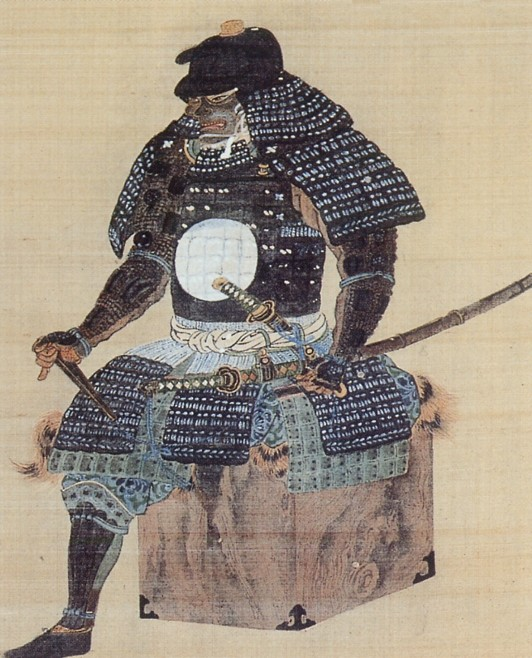
佐竹義宣

北條家徵招所有15歲至70歲的男子作戰前準備，下令寺廟的鐘必須繳交出來以鑄砲之用，並在豐臣軍可能進攻的路線上，於小田原城、八王子城、山中城和韮山城進行擴建工作，以阻擋豐臣軍攻勢。
另一方面，從屬豐臣家底下的諸大名根據所領的石高數派出相對應的士兵數量，命令長束正家徵用20萬石糧食與馬匹，長宗我部元親、九鬼嘉隆和宇喜多秀家派出水軍參戰以協助軍糧運輸，毛利輝元派兵保護京都並在戰場後方待命。豐臣軍主要有兩股軍勢構成，由東海道進攻的豐臣本隊與德川家康軍隊共20萬，由東山道進攻的北方軍以上杉軍為主力共三萬五千人，再加上歸順豐臣家的佐竹家、小田家、大掾氏、真壁氏、結城家、宇都宮家、那須家、里見家等關東諸大名共一萬八千人。
豐臣方出戰的主要大名如下：
- 主力：豐臣秀吉、德川家康、織田信雄、蒲生氏鄉、黒田孝高、豐臣秀長、宇喜多秀家、細川忠興、小早川隆景、吉川廣家、堀秀政、池田輝政、浅野長政、石田三成、長束正家、立花宗茂、大谷吉繼、石川數正、増田長盛、高山右近、筒井定次、蜂須賀正勝、大友義統、加藤清正、福島正則，總兵力約17萬人。
- 水軍：長宗我部元親、加藤嘉明、九鬼嘉隆、脇坂安治，總兵力約一万人。
- 北方隊：前田利家、上杉景勝、真田昌幸，總兵力約三萬五千人。

北條家出戰的諸將如下：
- 小田原城：北条氏直、北条氏政、北条氏照、成田氏長、垪和康忠、松田憲秀、笠原政晴、笠原政堯
- 其他城：松田康長（山中城）、成田泰季（忍城）、北条氏規（韮山城）、大道寺政繁（松井田城）、北条氏邦（鉢形城）

豐臣家的戰略是以北方軍做牽制敵方，主力進攻山中、韮山、足柄三城直擊小田原城，水軍在伊豆半島壓迫周圍的北條軍。另一方面，兵力劣勢的北條軍將五萬名精兵集中防衛小田原城，並與山中、韮山及足柄支城三城協同反擊敵軍。當得知豐臣軍主力由東海道進攻時，北條軍想佈軍在箱根山上抵擋敵軍、與豐臣軍進行持久戰，但遭到野戰派的北條氏邦反對，自行率軍回到缽形山與豐臣軍對抗。除此之外，松井田城的大道寺政繁率數千兵在北關東地區佈軍防禦來自東山道的豐臣軍。總而言之，北條軍的戰略是以小田原城為主力進行守城戰，並佈兵邊防拖延敵軍進攻，以時間彌補兵力的不足。

## 战争经过

### 攻略北条支城
1590年（天正18年）春天，豐臣主力集結在黃瀨川周圍，3月27日豐臣秀吉到達沼津，29日攻擊開始。豐臣秀次與德川家康負責攻擊山中城，織田信雄負責攻擊韮山城。

#### 对山中城的进攻
山中城攻擊軍團編成，合計6萬8千人
- 中軍19,500人(豐臣秀次17,000人)
- 左軍30,000人(德川家康)
- 右軍18,300人(池田輝政2,500人、木村重茲2,800人、長谷川秀一3,600人、堀秀政8,700人、丹羽長重700人)

山中城守備軍4,000人（城主松田康長、援軍北条氏勝、他間宮康俊、松田康郷等)
開戰後山中城守將一條直未戰死，數小時過後山中城宣告淪陷，松田康長與城同歸於盡而北条氏勝逃走。成功佔領山中城的同一天鷹之巢城也成功佔領，隔日德川將領井伊直政對足柄城攻城開始，4月1日足柄城淪陷。先鋒部隊在4月3日到達小田原城下。

#### 对韮山城的进攻
对韮山城的进攻，自天正18年（1590年）3月29日开始，到6月24日结束。
韮山城攻擊軍團編成，合計4萬4千人
- 中軍9,700人（筒井定次1,500人、生駒親正2,200人、蜂須賀家政2,500人、福島正則1,800人、戶田勝隆 1,700人）
- 左軍9,000人（細川忠興2,700人、森忠政2,100人、中川秀政2,000人、山崎片家・岡本良勝等2,200人）
- 右軍8,400人 (蒲生氏鄉4,000人、稻葉貞通1,200人)
- 旗本17,000人 (織田信雄)

韮山城守備軍约3640人(城主：北條氏規)
因為韮山城的兵力不到攻方的十分之一，因此丰臣秀吉下令採取包圍戰術，命令除織田信雄的旗本外，其余军队轉往小田原城。最后秀吉派遣德川家康入城与北条氏规交涉。德川家康把北条氏的现状告知氏规后，氏规开城投降。

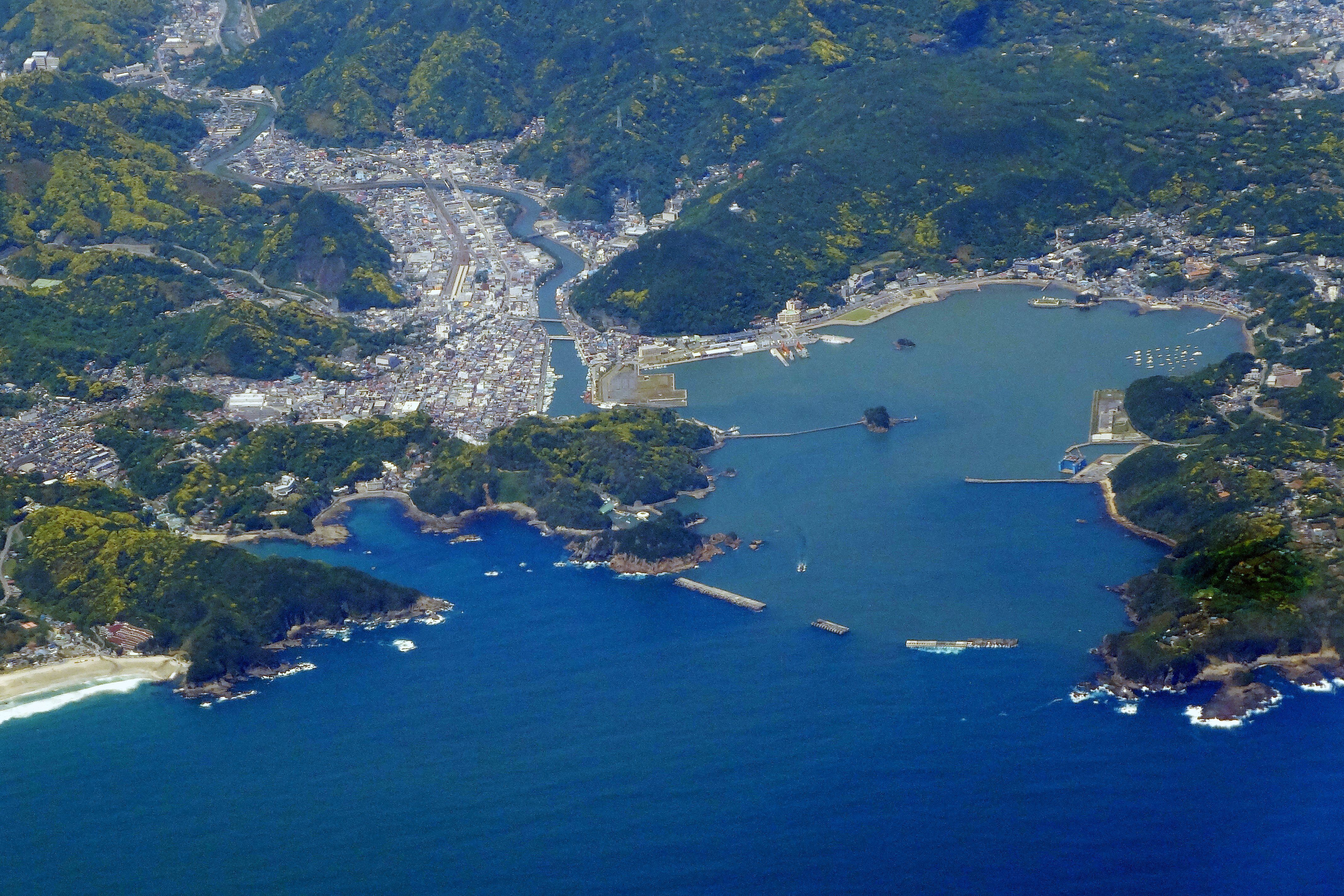
下田港，中央的岬角便是下田城

#### 对下田城的进攻
下田城攻擊軍團編成 合計1萬人
- 水軍10,000人(長宗我部元親、加藤嘉明、脇坂安治、九鬼嘉隆，吉见广赖)

下田城守備軍600人(城主清水康英、援軍江戸朝忠)
清水康英在坚守了50日后开城投降，水軍部隊擊敗北條軍支配下的伊豆水軍，從伊豆半島登陸並控制沿岸諸城，在小田原城的海岸邊佈軍。

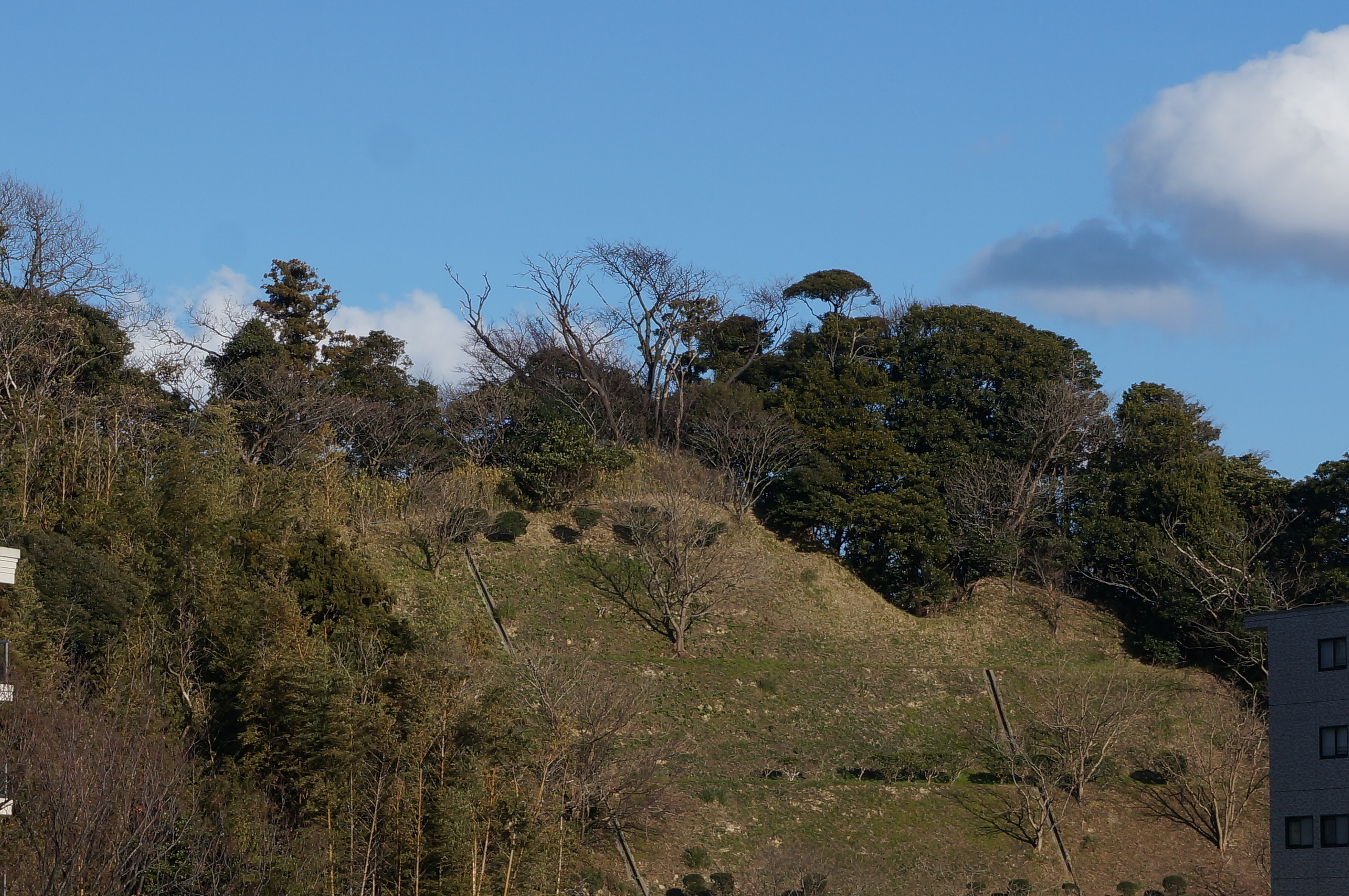
玉繩城

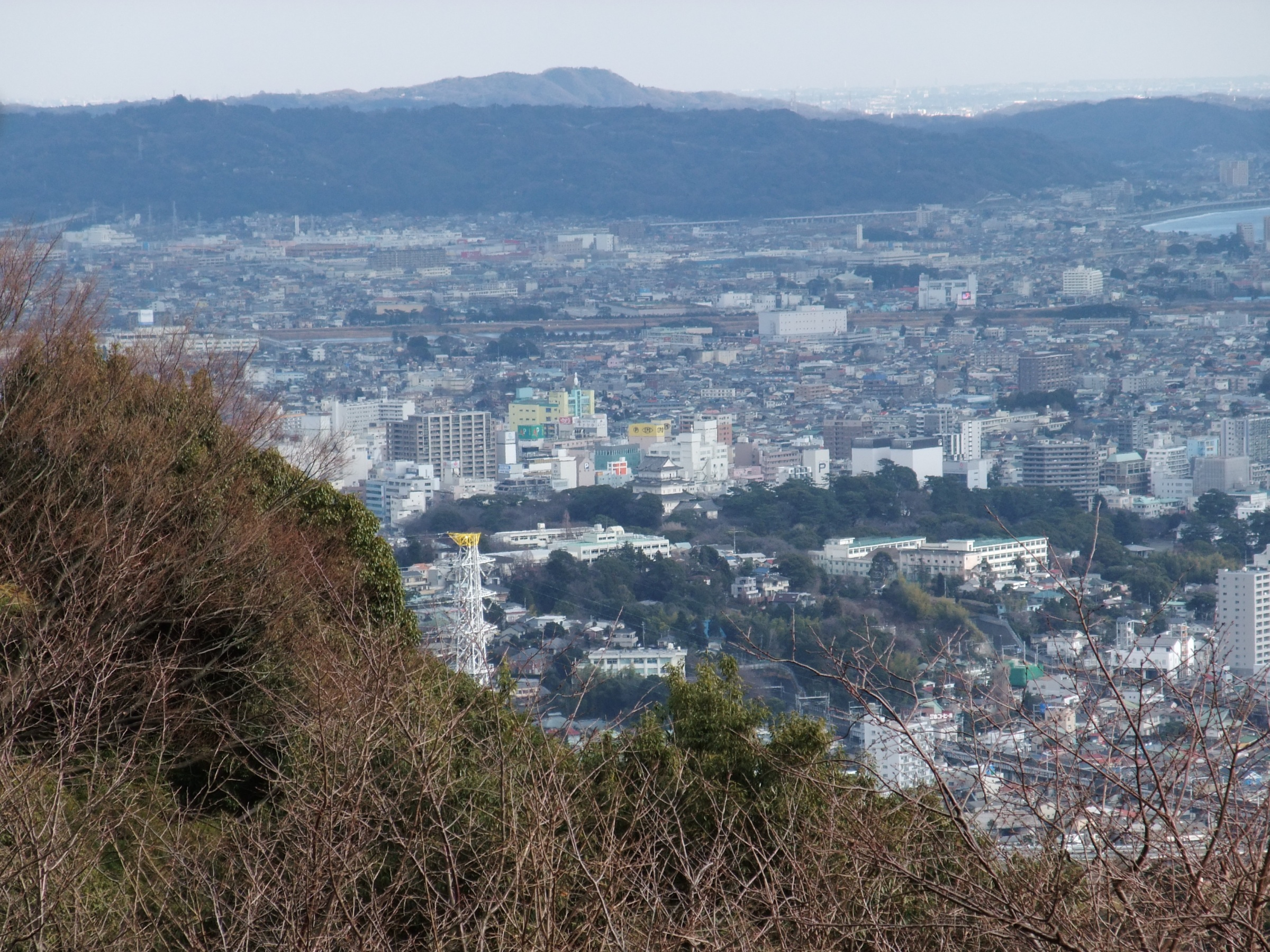
小田原城（中部）從石垣山城的視圖。

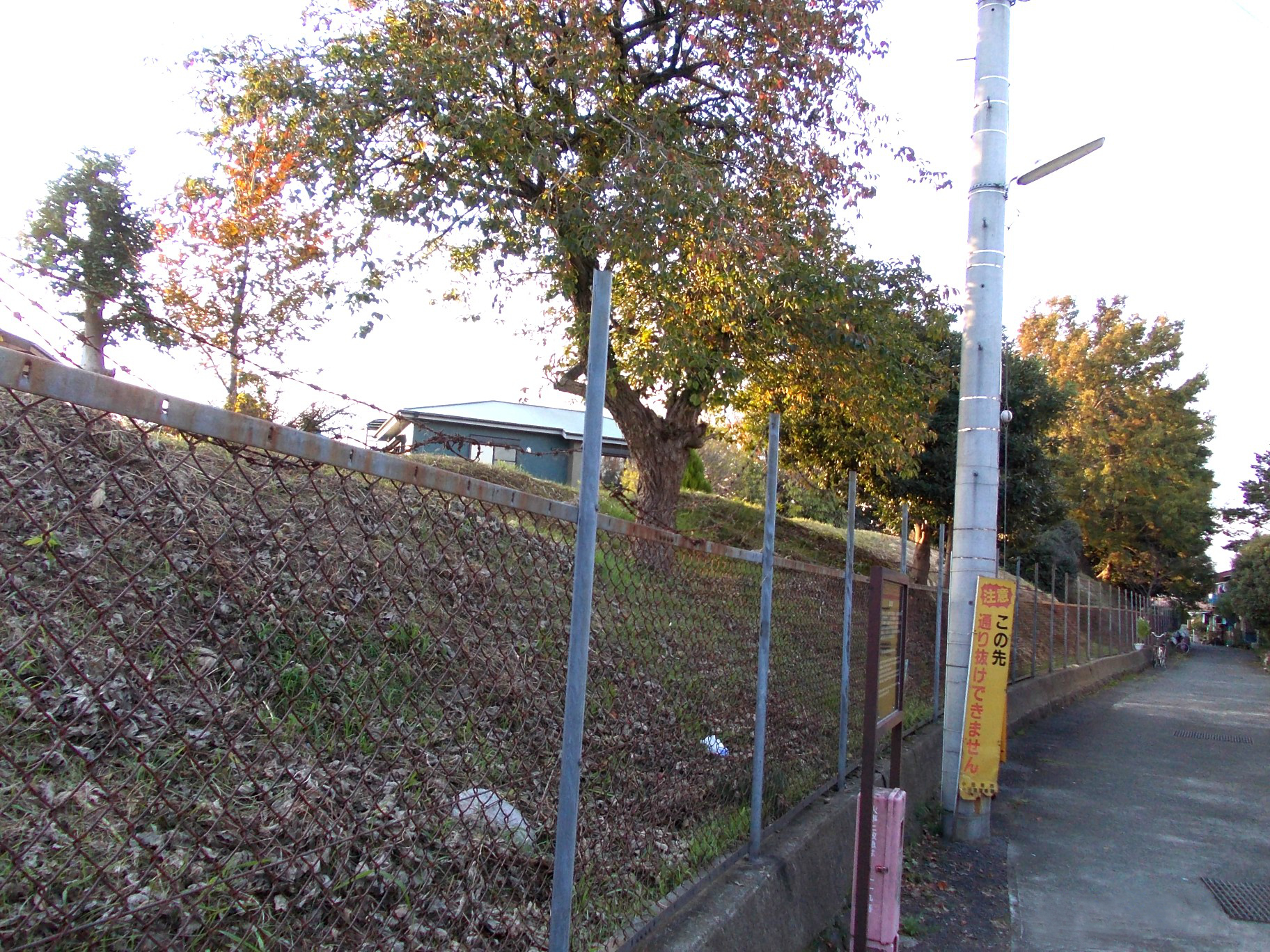
蓮上院的夯土

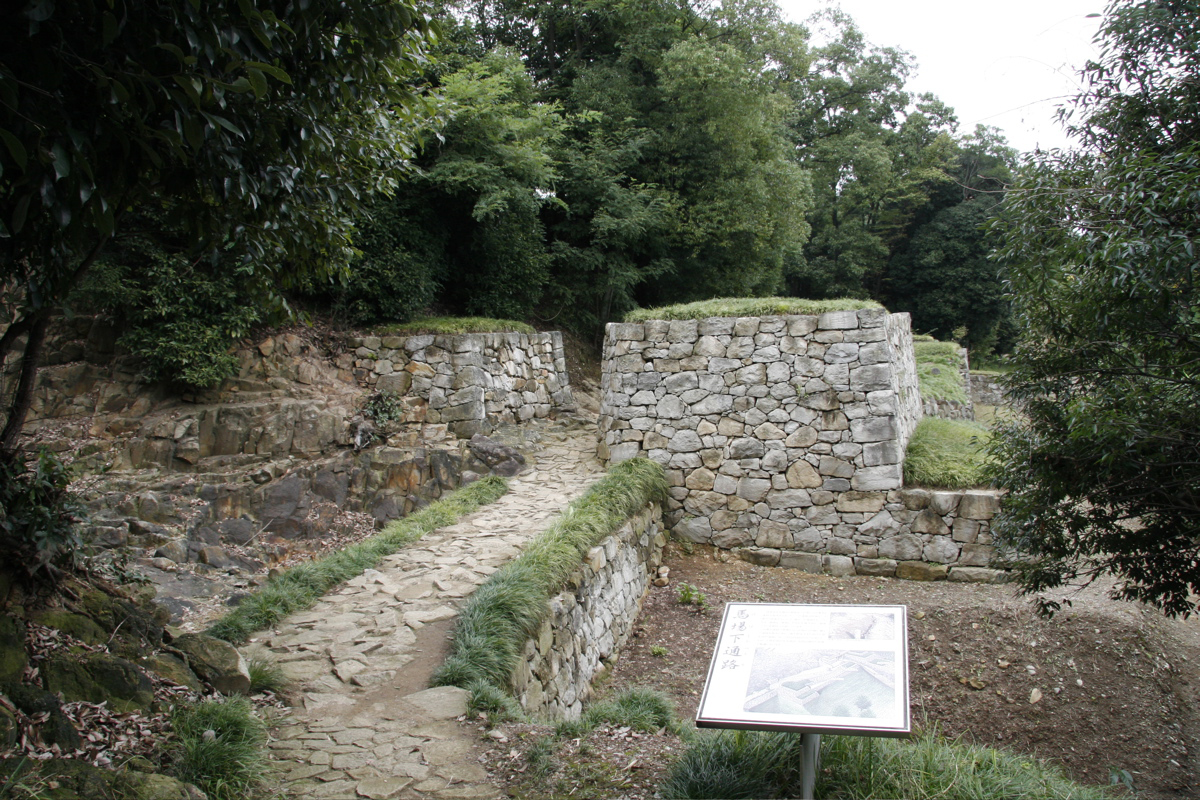
新田金山城

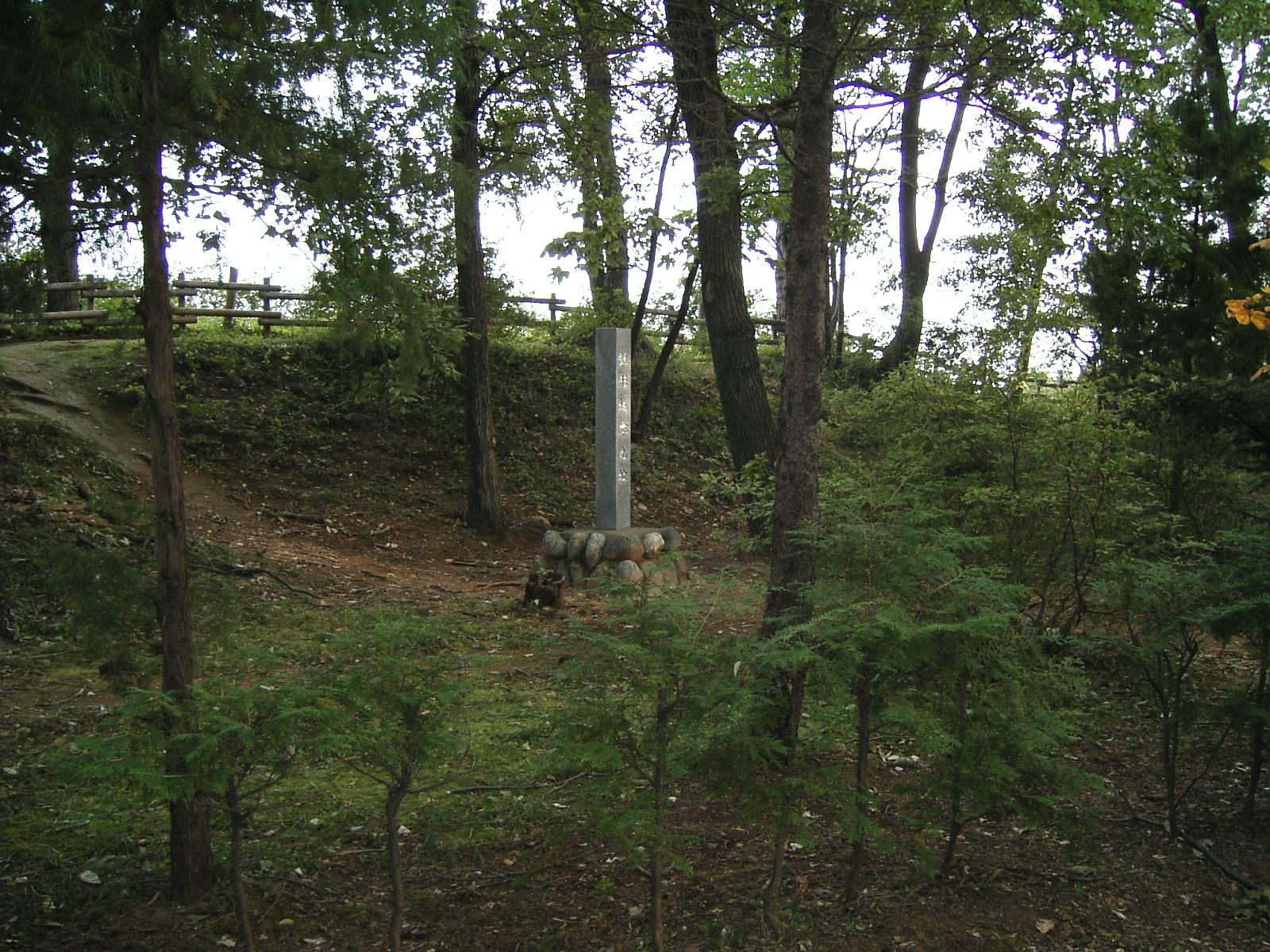
鉢形城址

#### 对玉绳城的进攻
从山中城逃回的北条氏胜，因感到羞耻而想自杀，但在家臣朝仓景澄以及其弟劝说下，北条氏胜放弃了这个念头，并率领700骑兵到玉绳城准备抵抗丰臣军的进攻。最终在德川家康的使者都筑秀纲等人的劝说下，北条氏胜开城投降，并为以后下总地方的北条支城无血开城做出贡献。

#### 在小田原城
豐臣秀吉為了削弱北條軍的戰意，在小田原城西3公里處僅花一夜時間建造石垣山城打擊守軍士氣。命茶人千利休連日舉行茶會，秀吉還將茶茶請至前線在箱根地區泡溫泉、助興娛樂展現財富與權力，此舉讓小田原城內的將領失去戰意。

### 北方队的攻略

#### 对松井田城的进攻
对松井田城的进攻，自1590年（天正18年）3月28日开始，至4月20日结束
松井田城攻撃軍團編成 合計3萬5千人
- 西部 上杉景勝 10,000人
- 東部 前田利家・前田利長 18,000人
- 北部 松平康國・松平康貞 4,000人、真田信幸 3,000人 合計7,000人

松井田城守備軍 2,000人（城主 大道寺政繁）
北方軍團前田軍與上杉軍會合，3月開始對松井田城展開攻擊，聯合軍猛攻在4月20日松井田城守軍投降。在這之後，廊橋城(4月19日)、箕輪城(4月23日)等上野諸城依序開城投降。另一方面，小田原城包圍軍的主力德川家康分兵協助北方軍而向武藏地區進攻，玉繩城(4月21日)、江戶城(4月27日)等武藏諸城依序投降。淺野長政・内藤家長向下總地區進攻，小金城（5月5日）、臼井城（5月10日）、本佐倉城（5月18日）依序佔領，接著攻破河越城、岩付城也在5月20日因德川軍的攻城軍而陷落。

#### 对岩槻城的进攻
对岩槻城的进攻，自5月19日开始，5月22日结束。
岩槻城攻撃軍編成共计20,000人
- 浅野長政 3,000人

- 本多忠勝

岩槻城守備軍(北條氏房)，约2,000人
- 氏房的留守军

由于岩槻城的大部分守军都被调去小田原城，导致岩槻城兵力空虚，在与敌方激战数日之后，北条氏房以伤亡1,000人的代价开城投降。

#### 对鉢形城的进攻
对鉢形城的进攻，自5月14日开始，6月14日结束。
鉢形城攻撃軍編成共约35,000人
- 上杉景勝 10,000人
- 前田利家 18,000人
- 淺野長政 3,000人
- 木村重茲 2,300人
- 真田昌幸 3,000人

鉢形城守備軍（北条氏邦），约3,000人
在笼城一个月后，北条氏邦开城投降，并请求前田利家让他以剃发免去一死，前田利家答应了他的请求，最终北条氏邦得到前田利家领内能登津向一千石的知行。

#### 忍城之战
忍城之戰从6月5日开始，到7月17日结束
忍城攻撃軍編成约2万至5万人。
- 石田三成 1,500人
- 直江兼續 3,000人

- 真田信繁 3,000人

忍城守備軍（成田氏長属下）500余士兵以及3,000余名百姓。
- 成田泰季
- 成田长亲
- 甲斐姬

忍城之戰以石田三成為大將，長束正家為副將，佐竹義重、宇都宮國綱、結城晴朝等常陸、下野、下總諸位大名以及真田信繁等上野諸將做前鋒。攻擊軍在靠近忍城的丸墓山古墳一地紮營包圍忍城，秀吉命三成利用附近的利根川進行水攻，德川軍在攻略岩槻城完後支援三成軍，石田三成在利根川上建設堤防(石田堤)但因水量不夠導致水攻效果不彰，後來利根川水流增加自行潰堤反過來淹沒石田三成軍隊，得知此事的豐臣諸將就拿此事嘲笑石田三成沒有當武人的料。水攻失敗後攻方於是發動攻城卻因為水攻周圍土地泥濘變得難以進攻而失敗，並且由指揮守軍甲斐姬多次擊退，攻城方雖然之後有淺野長政、真田昌幸、真田信繁的支援卻因為甲斐姬的多次反擊一直無法攻入城內，直到7月小田原城開城投降後，忍城才跟著投降。

#### 八王子之战
八王子之战开始于6月23日
八王子城攻击军編成　合計1萬5千人
- 上杉景勝
- 前田利家
- 真田昌幸

八王子城守備軍（北条氏照其家臣）　合計3千人

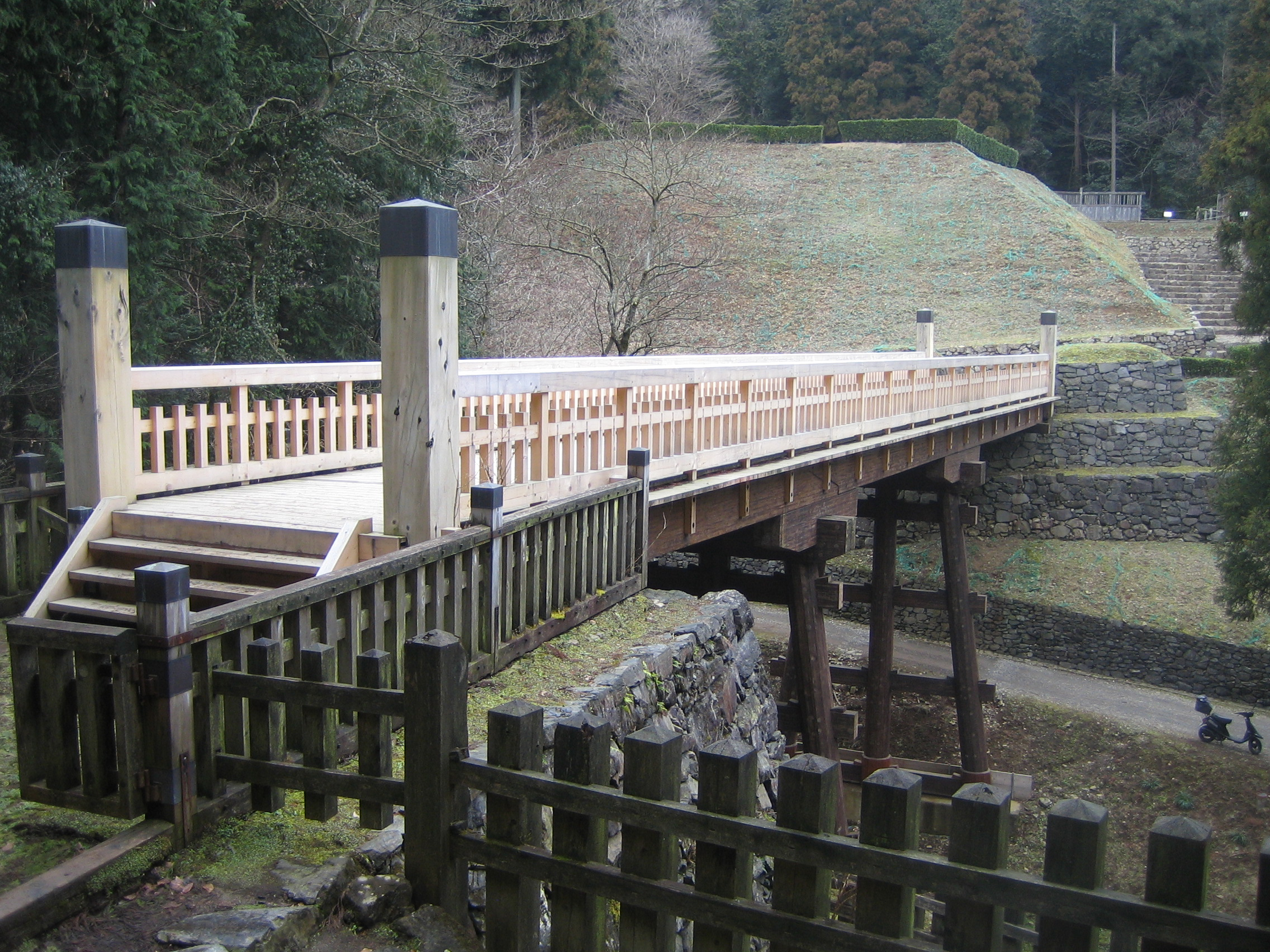
復原的曳橋和御主殿石垣

當豐臣軍進攻八王子城時，北條軍由八王子城代横地吉信領兵抵抗，並動員剩下家臣外，也招集領地的農民、婦女一共3千人。
6月23日在清晨濃霧未散前，豐臣軍分成二軍發動總攻擊，由上杉景勝、前田利家等主力攻擊八王子城東正面大手口，另一對攻擊北方絡手，豐臣軍與北條軍發生激戰雙方共有1千人死傷，豐臣軍一度停止進攻，之後豐臣軍成功奇襲北方絡手造成北條軍出現敗勢，當日八王子城宣告淪陷。負責守衛八王子城的北條家臣及眾士兵紛紛自殺，連城內婦女一同自盡，氏照的正室比佐跳瀑布自盡，傳說瀑布被血染紅持續了三天三夜。北條氏滅亡後由德川家康受領舊北條領地，決定廢除血腥的八王子城。

### 小田原城開城
5月9日豐臣秀吉命奧州大名伊達政宗前來參戰，伊達政宗達得知命令後卻故意拖延出兵時間，幸而家臣片倉景綱的提醒才帶兵前往小田原城，為了避免秀吉憤怒而遭到處罰，政宗於是命全軍穿著白色裝束上陣，以表示忠誠，這才保住伊達家的領地。豐臣軍一路降伏北條支城。5月27日曾擔任織田信長的小姓和側近並有「名人太郎」之美名的堀秀政逝世於軍陣中。6月豐臣軍包圍小田原城要求北條軍開投降，包圍期間雙方互有攻防。
北條軍被包圍期間部分家臣倒戈豐臣軍，德川家康施壓箕輪城的上野和田家使其從城內撤出，6月16日松田憲秀之子笠原政晴與數位北條家臣內通豐臣，北條家直發現後處罰笠原政晴，數日後氏政母親瑞溪院與繼室鳳翔院同一天死去。6月23日北方軍攻陷八王子城，北方軍將北條士兵的首級送入小田原城，另外將俘虜到的將士們妻子綁在城下，6月26日石垣山一夜城建成，這些舉動大大降低了城內的士氣。一連串的打擊不得不讓北條舉行「小田原評定」討論之後是否投降或是繼續抗戰，會議中北條各家臣遲遲不能有共識造成北條在軍略上舉棋不定，變成「不戰、不降、不攻、不守、不打、不和」的窘境，而後世把小田原評定形容為「冗長討論卻沒有結論的會議」。6月14日以北條氏邦出家為條件鉢形城開城投降，6月24日韮山城開城，而後津久井城開城，北條氏政、氏直父子不得不開城投降，小田原城包圍戰結束。

## 影响
戰後秀吉對北條氏違反惣無事令進行懲罰，命令前北條家當主氏政、其弟御家眾筆頭氏照、老臣松田憲秀和大道寺政繁切腹，北條家當主北條氏直因為德川家康的求情免於一死並流放置高野山，北條家領地全數沒收，領地轉封給德川家康，後北條氏滅亡。
此戰役後全日本各大名皆臣服於豐臣政權，至應仁之亂後第一次全國統一，開啟短暫的安土桃山時代和平時期。

## 相關項目
- 小田原城
- 小田原評定